# Pallium
Den här sidan handlar om det liturgiska plagget, för övriga betydelser se Pallium (olika betydelser).

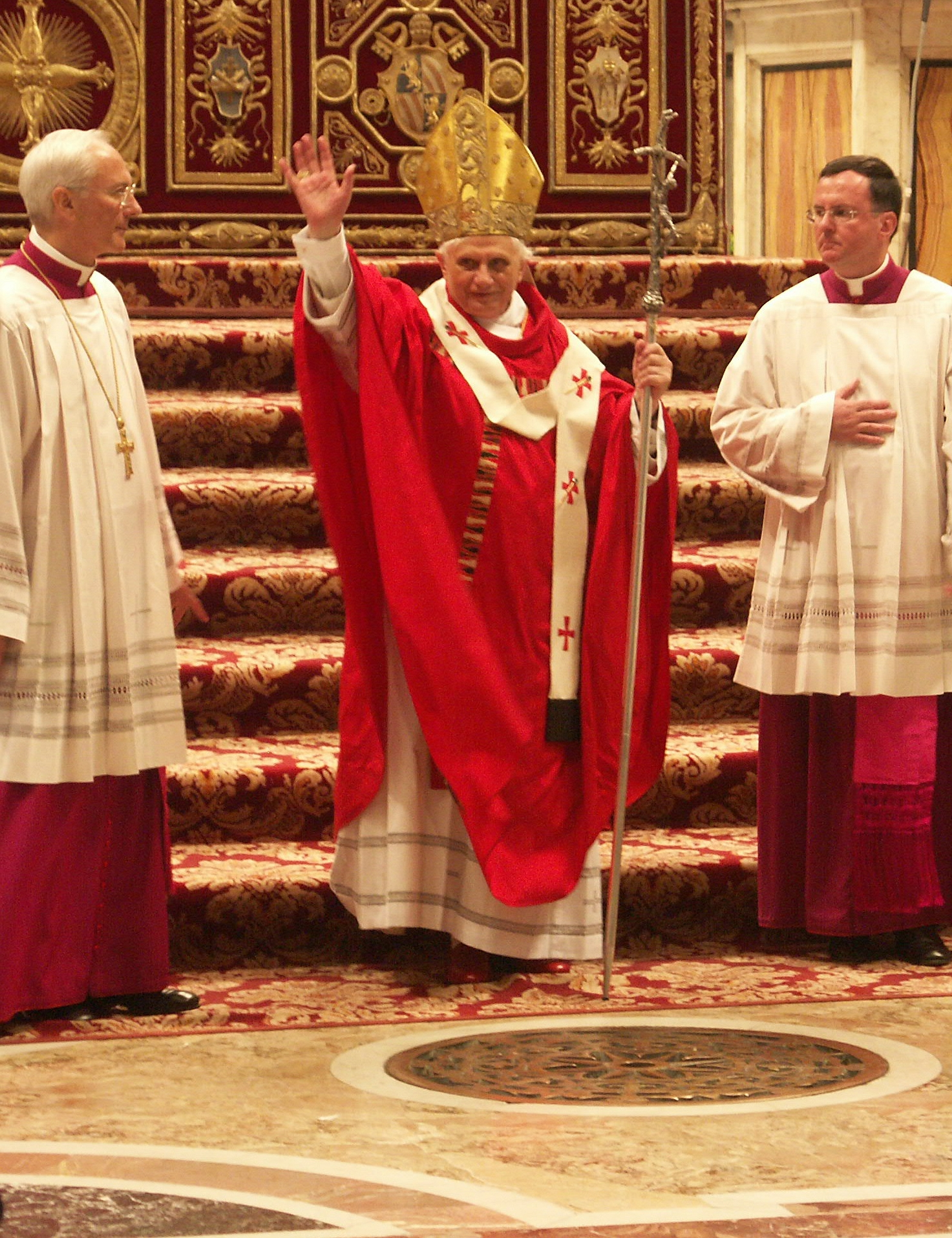
Benedictus XVI bärande ett pallium.

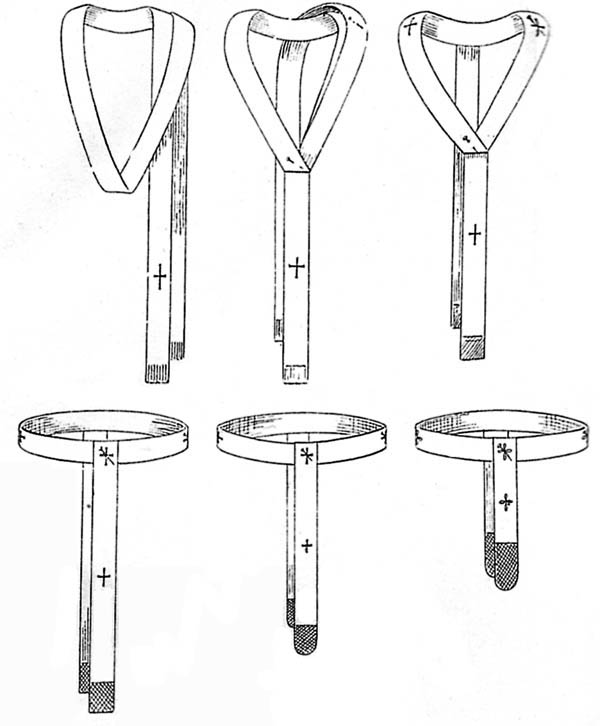
Palliets utveckling

Pallium är ett värdighetstecken för ärkebiskopar i den romersk-katolska kyrkan, bestående av en vit, med sex svarta kors prydd krage eller ylleband, vävd av ull från lamm i ett kloster i Rom.
Palliet bärs över axlarna med nedhängande ändar fram och baktill. Pallier som ännu inte delats ut av påven förvaras i ett skrin ovanpå aposteln Petrus grav i Peterskyrkan, till dess de utdelas av påven.
Pallium var ursprungligen ett långt band, som lades runt axlarna och hängde ned över vänstra axeln med lika långa ändar bakåt som framåt. På 800-talet lades bandet så, att ändarna hängde ned mitt fram och mitt bak, varvid bandet måste fästas med nålar för att hållas i rätt läge. På 1100-talet fick palliet formen av en oval ring runt axlarna med vidhäftade stycken, som hände ned över bröstet respektive ryggen. Nålar brukades fortfarande för att fästa palliet. Det var först i växlande material, men från 1100-talet blev palliet alltid av ylle från lamm i den heliga Agnes kloster i Rom där även pallier vävdes.
Orneringen bestod av påsydda kors, först två, senare fem eller sex. Pallierna brukade följa ärkebiskopen i graven. I en grav i Trondheims domkyrka från omkring 1200 och Anders Sunesens grav i Lunds domkyrka har man hittat några kors i siden samt nålar att fästa palliet med, medan själva yllebanden varit förmultnade. Bruket av pallium härstammar troligen från Orienten.
Pallium motsvaras i ortodoxa kyrkan av omophorion (från grekiskans omos, 'skuldra' och forein, 'bära') men dessa bärs av alla biskopar, medan pallium i romersk-katolska kyrkan endast bärs av påven och ärkebiskoparna, någon gång en biskop med särskild utmärkelse. Pallium får bäras endast vid vissa bestämda högtider och endast inom bärarens eget ämbetsområde (vid förflyttning till nytt sådant skall han erhålla nytt pallium).
Pallier har sedan 300-talet brukats av påven, från 800-talet förlänades det även till ärkebiskopar, och från 900-talet fick dessa anhålla därom i Rom som bekräftelse på ämbetet och avlägga stora avgifter för detsamma. Även sedan Sverige fått eget ärkebiskopsdöme i Uppsala 1164, fick den svenska ärkebiskopen ända in på 1300-talet sitt pallium via Lund som tecken på ärkebiskopen i Lunds primat.